# Imperiální tuna
Imperiální tuna, dlouhá tuna, neboli anglicky long ton (zkratka l/t, ts nebo T (a další)) je jednotka hmotnosti v avoirdupois nebo imperiálních jednotkách používaných ve Velké Británii a některých zemích Commonwealthu. Většinou byla nahrazena metrickou tunou a nebo v USA „krátkou tunou“.
Imperiální tuna odpovídá 2240 librám (1016,0469088 kg) nebo 35 kubickým stopám (0,99108963 m3) slané vody o hustotě 1,025 g/ml.
Dodnes se imperiální tuna používá při uvádění výtlaku lodí. Po první světové válce byly washingtonskou a londýnskou námořní konferencí stanoveny maximální hodnoty výtlaku v imperiálních tunách pro hlavní kategorie vojenských plavidel.
Rozdíl mezi „dlouhou“ (2240 lb) a „krátkou“ (2000 lb) tunou je daný tím, že obě jednotky jsou definovány jako 20 centů/cetýřů. Britský cent má 112 liber (20x112 = 2240) a americký 100 liber.